# 實踐大學設計學院
實踐大學設計學院（College of Design, Shih Chien University），為隸屬實踐大學的學院，成立於1997年。下設建築設計、工業產品設計、媒體傳達設計、服裝設計四學系。

## 歷史
- 1961年 實踐家政專科學校時期，設立服裝設計科。
- 1971年 設立美術工藝科，分產品組與空間組，創科主任顏水龍教授[1]。
- 1984年 美術工藝科更名應用美術科，設視覺傳達設計組與室內空間設計組，兼修產品設計相關課程。
- 1991年 實踐家政經濟專科學校改制為實踐設計管理學院。同年設立服裝設計學系、室內空間設計學系。
- 1992年 設立工業產品設計學系。
- 1997年 設立視覺傳達設計學系，實踐設計管理學院改名為實踐大學，並成立設計學院。
- 1998年 設立工業產品設計研究所。
- 1999年 設立服裝設計研究所。
- 2000年 服裝設計研究所成立在職專班；視覺傳達設計學系改名為媒體傳達設計學系。
- 2002年 室內空間設計學系改名為建築設計學系。
- 2003年 設計學院教學大樓竣工，為紀念該校創辦人謝東閔，故又名東閔紀念大樓；獲遠東建築獎之校園建築特別獎。
- 2004年 服裝設計研究所因新增媒體設計領域課程，改名為時尚與媒體設計研究所。媒體傳達設計學系增設數位3D動畫設計組與數位遊戲創意設計組之分組。
- 2005年 工業產品設計研究所因新增建築空間設計課程，改名為產品與建築設計研究所。
- 2007年 進行系所合一，將產品與建築設計研究所分拆為工業產品設計研究所與建築設計研究所。
- 2007年 在《遠見》雜誌中的全國大學設計科系排行調查獲得設計實務第一名。
- 2007年 美國商業周刊《Business Week》評選為世界60所最佳設計學校之一。[2]
- 2009年 美國商業周刊《Business Week》評選工業產品設計研究所為世界最佳30所設計研究所之一。[3]。時尚與媒體設計研究所增設時尚服裝設計組與數位媒體設計組之分組。
- 2011年 將時尚與媒體設計研究所時尚服裝設計組與數位媒體設計組，各自分拆為服裝設計研究所與媒體傳達設計研究所。
- 2012年 媒體傳達設計學系之數位遊戲創意設計組，改名為創新媒體設計組。
- 2017年 媒體傳達設計學系之創新媒體設計組，改名為創意媒體設計組。
- 2023年 偕同華碩與NVIDIA展開「VISIONBASE」協作空間建置計畫，透過應用虛擬應⽤、數位硬體以及智慧數據的實驗基地，為設計學院提供數位創作支援。

## 教學單位

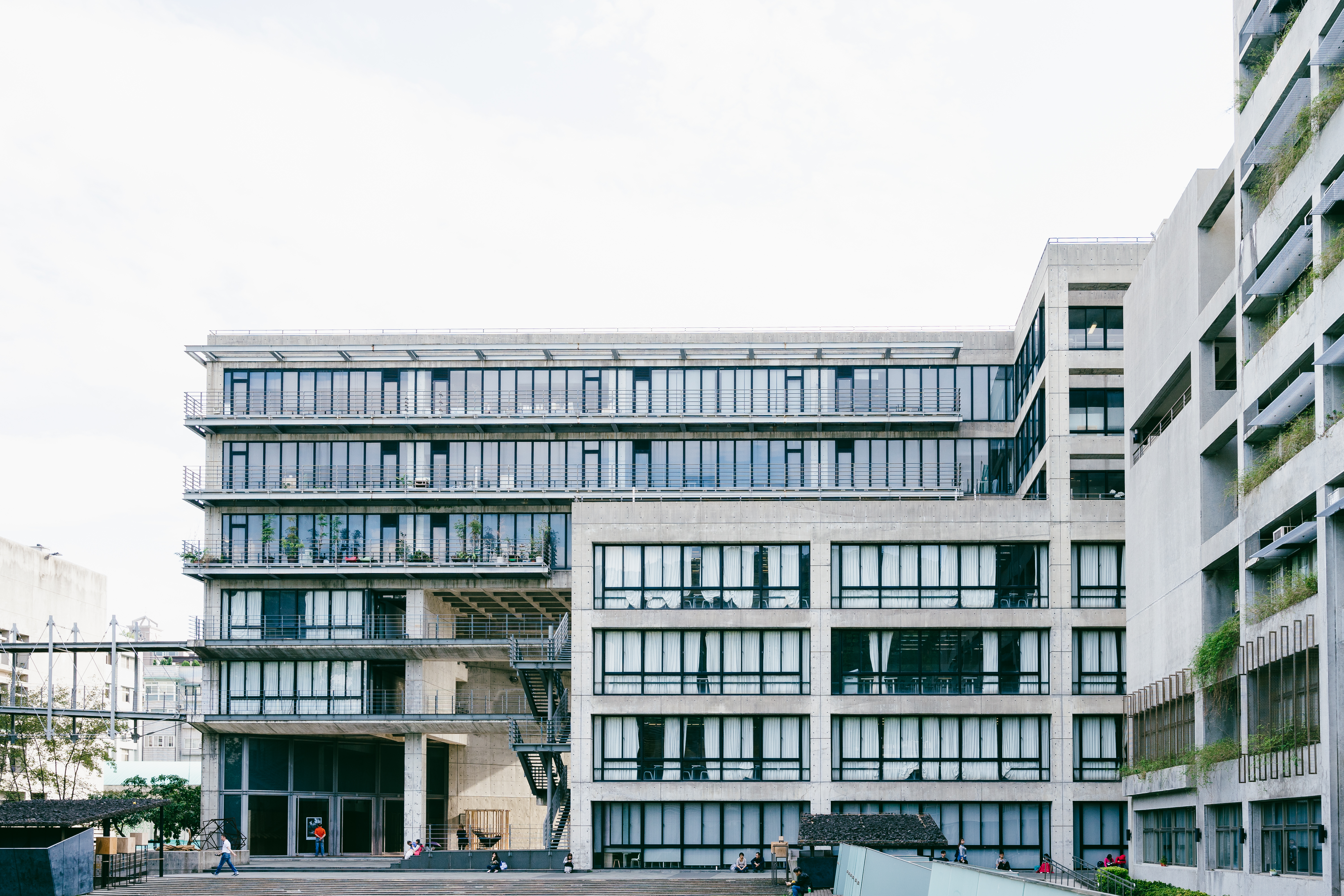
設計學院教學大樓

- 服裝設計學系（含碩士班、進修部）
- 建築設計學系（含碩士班）
- 工業產品設計學系（含碩士班）
- 媒體傳達設計學系（含碩士班）
  - 創意媒體設計組
  - 數位3D動畫設計組

## 歷任院長
- 官政能（1997—2004）
- 安郁茜（2004—2010）
- 章以慶（2010—2016）
- 丑宛茹（2016—2019）
- 許鳳玉（2019-）